# Spaur (Adelsgeschlecht)

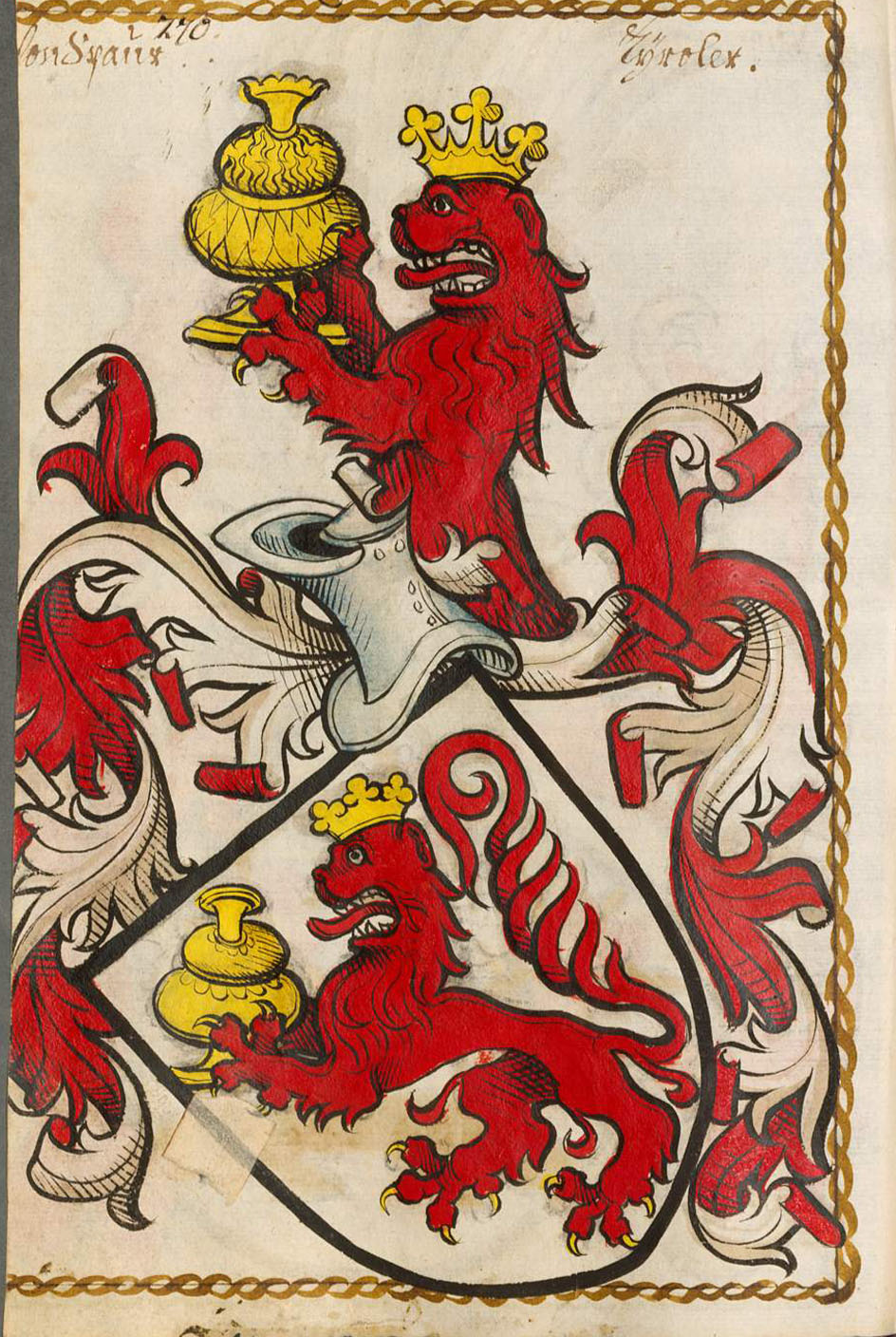
Stammwappen der Spaur im Scheiblerschen Wappenbuch

Spaur auch Spaur von Flavon bzw. Spaur von Pflaum und Valör zählt zu den ältesten und führenden Uradelsgeschlechtern Tirols. Die Familie, von den einige Mitglieder in hohe geistliche und weltliche Ämter traten, wurde 1530 in den Freiherrenstand sowie 1633 in den Reichsgrafenstand erhoben. Die jüngere Linie teilte sich im Lauf der Jahrhunderte in mehrere Unterlinien auf und übernahmen von einer älteren 1371 erloschenen Stammsitz, Namen und Wappen. Zweige bestehen bis heute fort.

## Geschichte

### Etymologie
Der Name Spaur leitet sich aus den beiden im Nonstal liegenden Orten Alt- oder Großspaur (italienisch Spormaggiore) und Neu- oder Kleinspaur (ital. Sporminore) ab. An beiden Orten steht eine Burg, in Spormaggiore das Castel Belfort, im Deutschen auch als Schloss Altspaur bezeichnet, und bei Sporminore das im 17. Jahrhundert aufgegebene und zur Ruine verfallene Castel Sporo Rovina, im Deutschen auch als Schloss Neuspaur bezeichnet. Beide Burgen waren Stammsitz einer Familie Spaur bzw. Sporo, die allerdings nicht miteinander verwandt waren. Das Nebeneinander verschiedener Namensträger macht nach Pamer eine chronologische Rückverfolgung des Familiennamens unmöglich. Erschwerend kommt hinzu, dass durch die Verleihung von ehemaligen Gütern der Familie Spaur/Sporo durch die Landesfürsten auch neue Familien den Namen von Spaur annahmen. Der ursprünglich italienische Familienname Sporo wurde nach Franzoi zu Beginn des 15. Jahrhunderts in Spaur eingedeutscht.

### Ältere Linien
Der Stammsitz der seit dem 12. Jahrhundert fassbaren älteren „Signori di Sporo“, Dienstmannen der Grafen von Eppan, war Sporo Rovina. Pamer nennt jedoch Altspaur als Stammburg. Seit wann diese Familie mit Sporo belehnt wurde, ist nicht bekannt. Vereinzelte evtl. untereinander nicht verwandte Namensträger standen später in Diensten der Grafen von Tirol wie auch der Bischöfe von Trient. 1165 soll Antonio di Sporo an einem Ritterturnier in Zürich teilgenommen haben. 1185 erscheint Valterio de Spaur als Zeuge. 1282 half Uto von Spaur mit seinen Söhnen beim Überfall und der Gefangennahme des Bischofs von Trient. 1289 tritt ein „Swikerus, gastaldio de Sporo“ auf. Sein vermeintlicher Sohn Randoldo fungierte 1304 als „Hauptmann von Spaur“. 1311 errichtete Tissone di Sporo Castel Belfort, die der Gerichtsbarkeit von Castel Sporo Rovina unterstand. Die später im Nonstal nicht mehr begüterte Familie gab wohl ihre Rechte an die Grafen von Tirol ab und erhielt dafür als Entschädigung Besitzungen in der Umgebung von Meran. 1311 gelangte durch die Heirat Heinrich de Sporo mit Elisabeth Spauregg in Besitz der Familie. 1349 veräußerte er den Ebenhof zu Martschein in Ulten. 1371 ist das Geschlecht mit Hans von Spaur, Besitzer einer Taranthube zu Partschins, im Mannesstamm erloschen. Die Güter in Partschins kamen 1369 an die Lichtenberger und durch die Heirat der Erbentochter Verena von Lichtenberg mit Johann von Spaur an die heutige Grafen von Spaur.

### Volkmar von Burgstall

Der Falke im Wappen der Gemeinde Burgstall

Als Stammvater der Freiherren und Grafen von Spaur gilt Volkmar von Burgstall, die ihre Ahnenliste auf ihn zurückführen. Die Herkunft des aus Dorf Tirol stammenden Volkmar ist nicht zweifelsfrei geklärt. Erstmals urkundlich erwähnt wurde er 1311 als Ritter Volkmar von Tirol und Kommandant der Burg Ehrenberg. Er diente sowohl dem Landesfürsten von Tirol als auch dem Fürstbischof von Trient, weshalb er sich eine Reihe von Ämtern, Besitztümern und Rechten von beiden Seiten aneignen konnte. 1312 wurde er von König Heinrich von Böhmen zum Burghut und Pfleger von Schloss Kleinspaur ernannt. 1317 war er bischöflicher Podestà in Riva am Gardasee und im Jahr darauf Hauptmann von Banale in den Äußeren Judikarien. 1324 wurde ihm auch das Gericht Mölten mit der Burg Burgstall anvertraut. Von da an nannte er sich Volkmar von Burgstall. 1333 erhielt er von König Heinrich von Böhmen als Pfandlehen die Burgen und die Gerichtsbarkeit über Kleinspaur, Visione und Mölten. 1334 wurde er vom König mit der Burg Flavon belehnt und trat die Nachfolge von Ulrich I. von Coredo an. 1335 kam er in den Besitz von Schloss Altmetz (ital. Castel di mezo San Pietro) in Welschmetz. Nach der Übernahme der Regentschaft über die Grafschaft Tirol durch Ludwig dem Brandenburger 1342 fiel er Ungnade und verlor seinen gesamten Besitz an den Tiroler. Er starb unter mysteriösen Umständen im Oktober 1343 nach seiner Einkerkerung auf Burg Straßberg.

### Jüngere Linien
Die Söhne von Volkmar von Burgstall wurden 1346 wieder zu Gnaden aufgenommen und erhielten einen Teil der Besitzungen zurück, darunter Castel Sporo Rovina und Castel Flavon. Die Burg Burgstall blieb ihnen jedoch vorbehalten. In der Folge nahmen sie den Namen von Spaur an. 1349 siegelten die Söhne, statt des Wappen ihres Vaters, in Blau einen weißen Falken, mit dem Wappen der Herren von Spaur, in Silber einen roten Löwen. Der Enkel von Volkmar, Peter I. von Spaur, Begründer der heute noch blühenden Tiroler Linie war 1407 Hauptmann an der Etsch und Burggraf auf Tirol sowie einer der vier Hauptleute des Falkenbundes. 1427 erhielten seine Söhne Johann und Georg von Spaur Gericht und Castel Valer bei Tassullo als Pfandlehen. Die beiden Brüder waren Stammväter der beiden Spaur-Linien der Ober- und Unter-Valer, benannt nach der Aufteilung der Burg in eine Ober- (Johann v. Spaur) und Unterburg (Georg v. Spaur). Seit dem 26. Oktober 1450 bekleideten sie das Amt des Erbmundschenks, worauf der goldene Becher in den Schild aufgenommen wurde. 1472 erscheinen Balthasar, Pankraz und Damian von Spaur im Landadelsverzeichnis an der Etsch. Einige Mitglieder traten in den geistlichen Stand, so Leo von Spaur als erster Bischof von Wien.

### Freiherren und Grafen
Ulrich von Spaur fungierte als Hauptmann des Nons- und Sulzberges und Erbschenk der Grafschaft Tirol. 1530 erfolgte die Erhebung von Ulrich, Leonhard und Sigmund von Spaur in den erblichen Freiherrenstand. Kaiser Ferdinand II. verlieh am 12. Oktober 1633 den kaiserlichen Rat und Kämmerer Johann Anton von Spaur, sowie Kaiser Ferdinand III. am 23. Oktober 1637 den Oberstleutnant und Tiroler Landeshauptmann Dominik Vigil von Spaur, die Reichsgrafenwürde. Die Schwester des Oberst und Tiroler Landeshauptmann Leo von Spaur waren Freiin Katharina von Spaur, Fürstäbtissin von Buchau und Freiin Maria Clara von Spaur, Fürstäbtissin von Essen. Graf Karl von Spaur diente als königlich-bayerischer Gesandter beim Heiligen Stuhl. Dessen Halbbruder Graf Friedrich von Spaur besaß u. a. die Güter in Igling und Roggenburg in Bayerisch-Schwaben. Graf Philipp von Spaur erwarb 1879 Schloss Spaur in der Gemeinde Thalgau im Salzburger Land. Bis zu seinem Tode 2021 nutzte Graf Ulrich von Spaur, Ehrenmitglied der Schützenkompanie Graf Volkmar von Burgstall, Schloss Valer als Hauptwohnsitz.

## Besitzungen
- Castel Sporo Rovina in Sporminore 1312–18. Jahrhundert
- Burg Burgstall in Burgstall 1330–1342
- Castel Flavon in Flavon 1334–17. Jahrhundert
- Castel di mezo San Pietro in Welschmetz 1335–16. Jahrhundert
- Castel Valer in Tassullo 1427–2023
- Burg Hohenegg in Hafnerbach 1464–1548
- Schloss Rossatz in Rossatz-Arnsdorf 1464–1548
- Burg Lichtenberg in Lichtenberg ?–1513
- Burg Stahremberg in Dreistetten ca. 1480–1706
- Ansitz Moos-Schulthaus in Eppan 1492–1580
- Burg Emmerberg in Winzendorf-Muthmannsdorf ca. 1500–1706
- Ansitz Unterspaur in Tramin ca. 1500–18. Jahrhundert
- Ansitz Langenmantel in Tramin ca. 1500–18. Jahrhundert
- Castello della Torre (Schloss Welschmetz) in Welschmetz 1541–Ende 19. Jahrhundert
- Ansitz Altlehen Ende 16. Jahrhundert–1687
- Burg Laudegg 17. Jahrhundert
- Schloss Naudersberg 17. Jahrhundert
- Schloss Igling in Igling ca. 1632–1866
- Schloss Winkel in Meran 1679–1813
- Schloss Fischau in Bad-Fischau 1707–1709
- Palais Troyer-Spaur in Innsbruck 1827–1867
- Schloss Spaur in Thalgau 1879–?

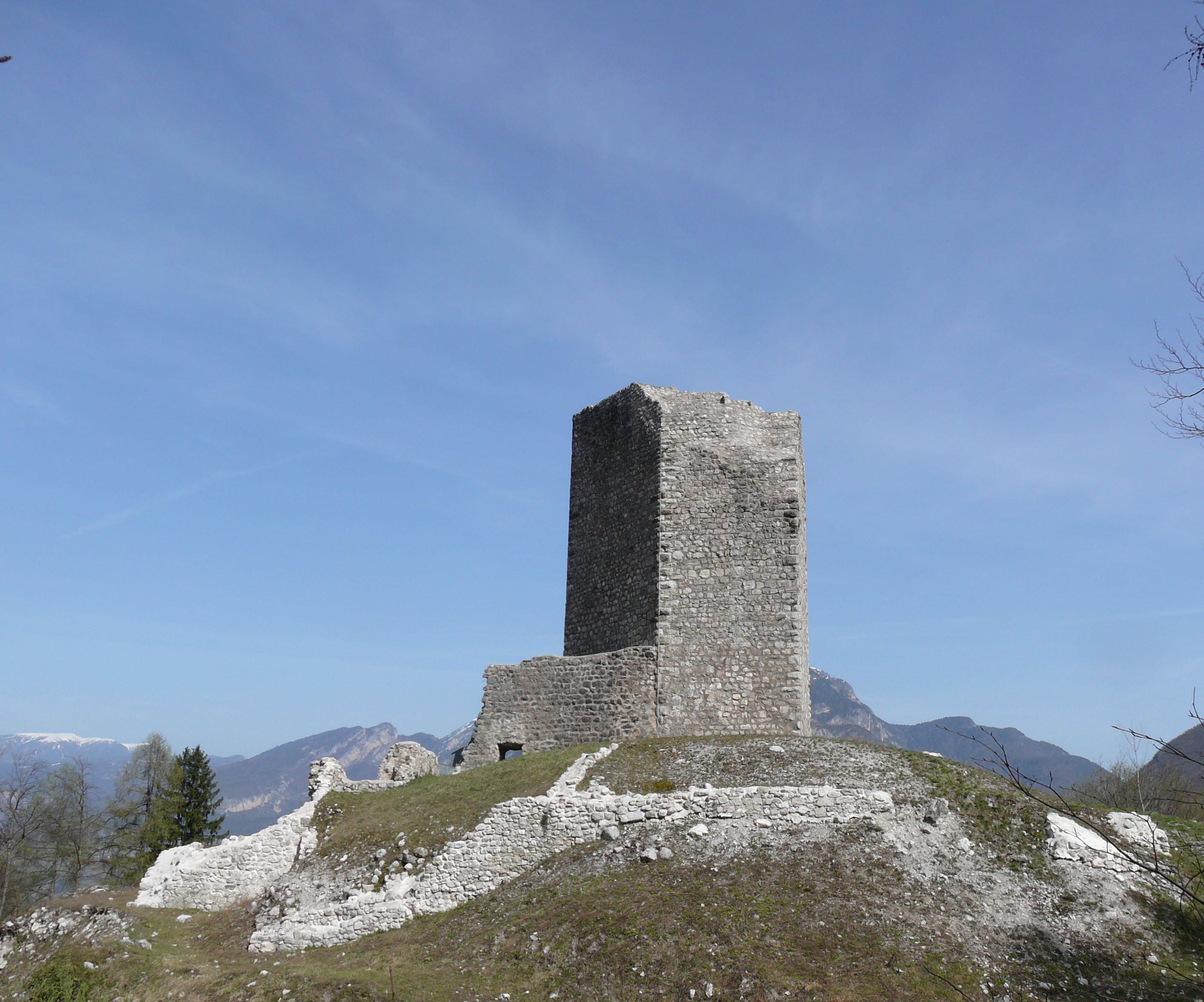
Castel Sporo Rovina
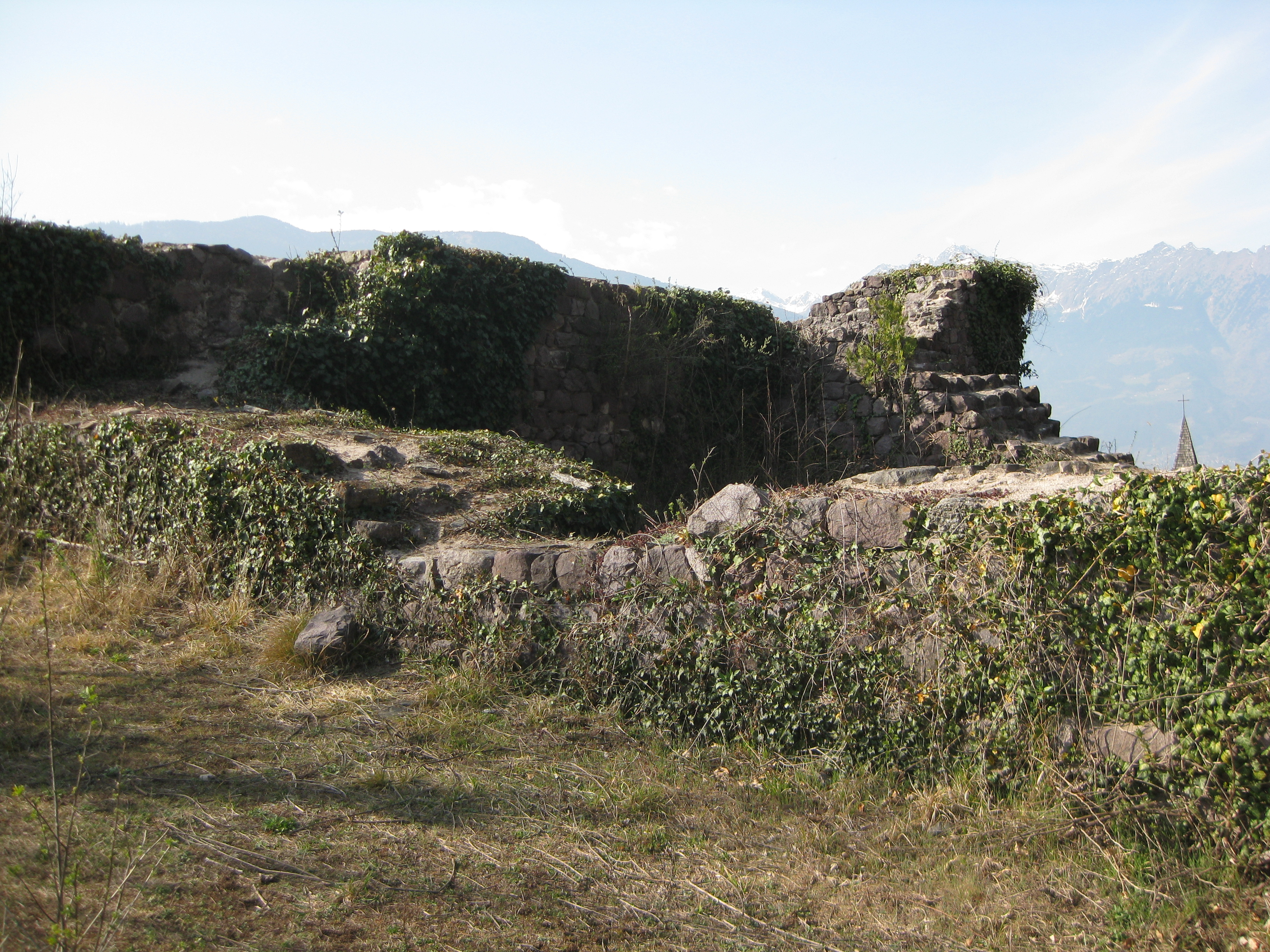
Ruine Burgstall
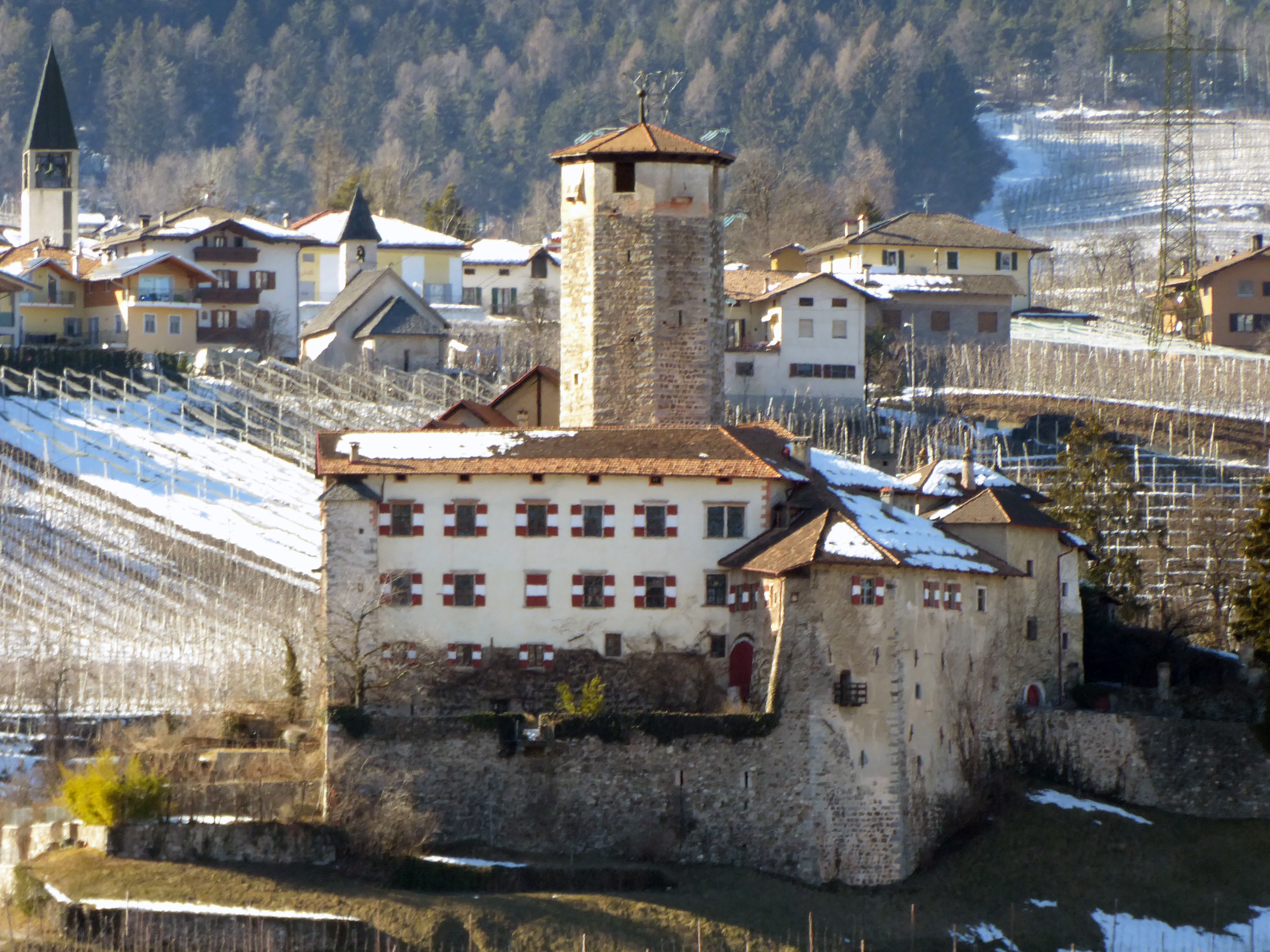
Castel Valer
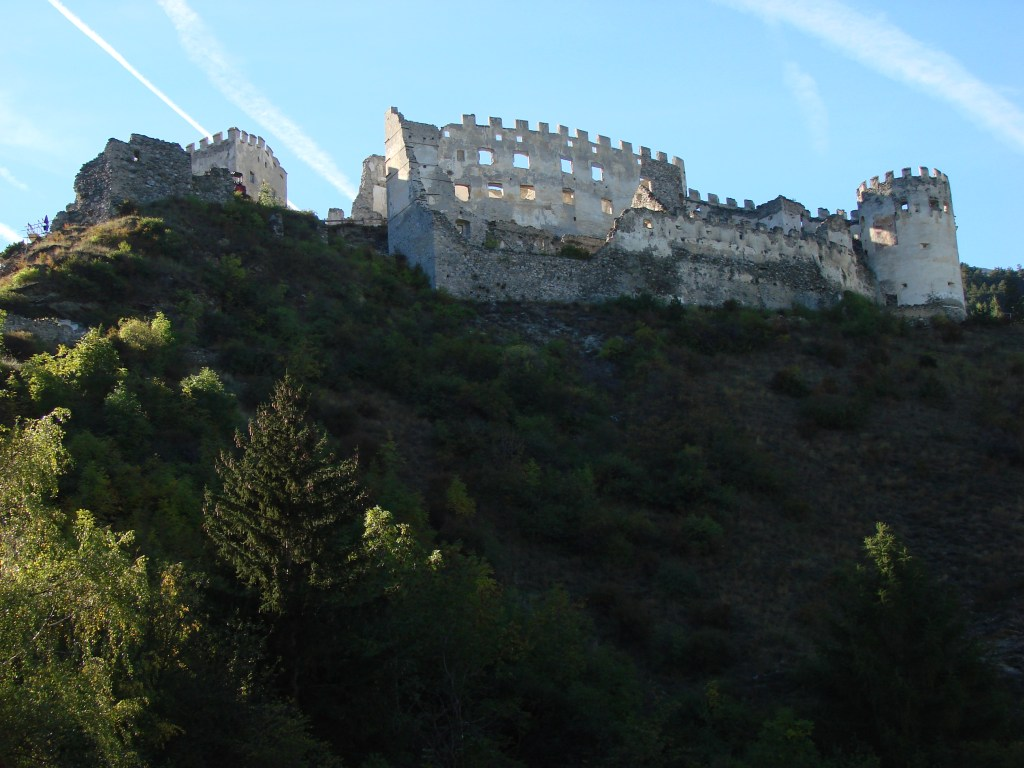
Burgruine Lichtenberg
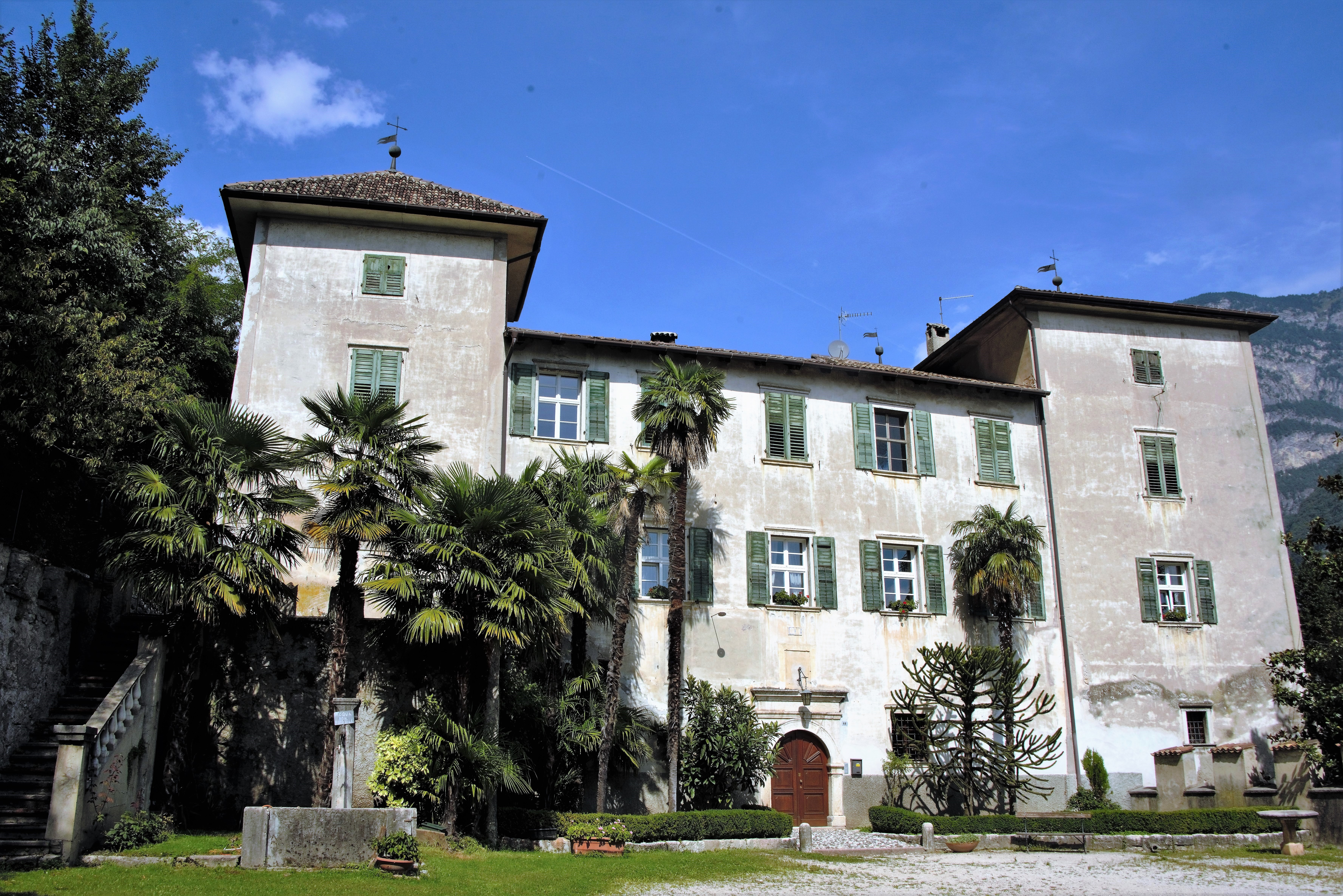
Schloss Welschmetz
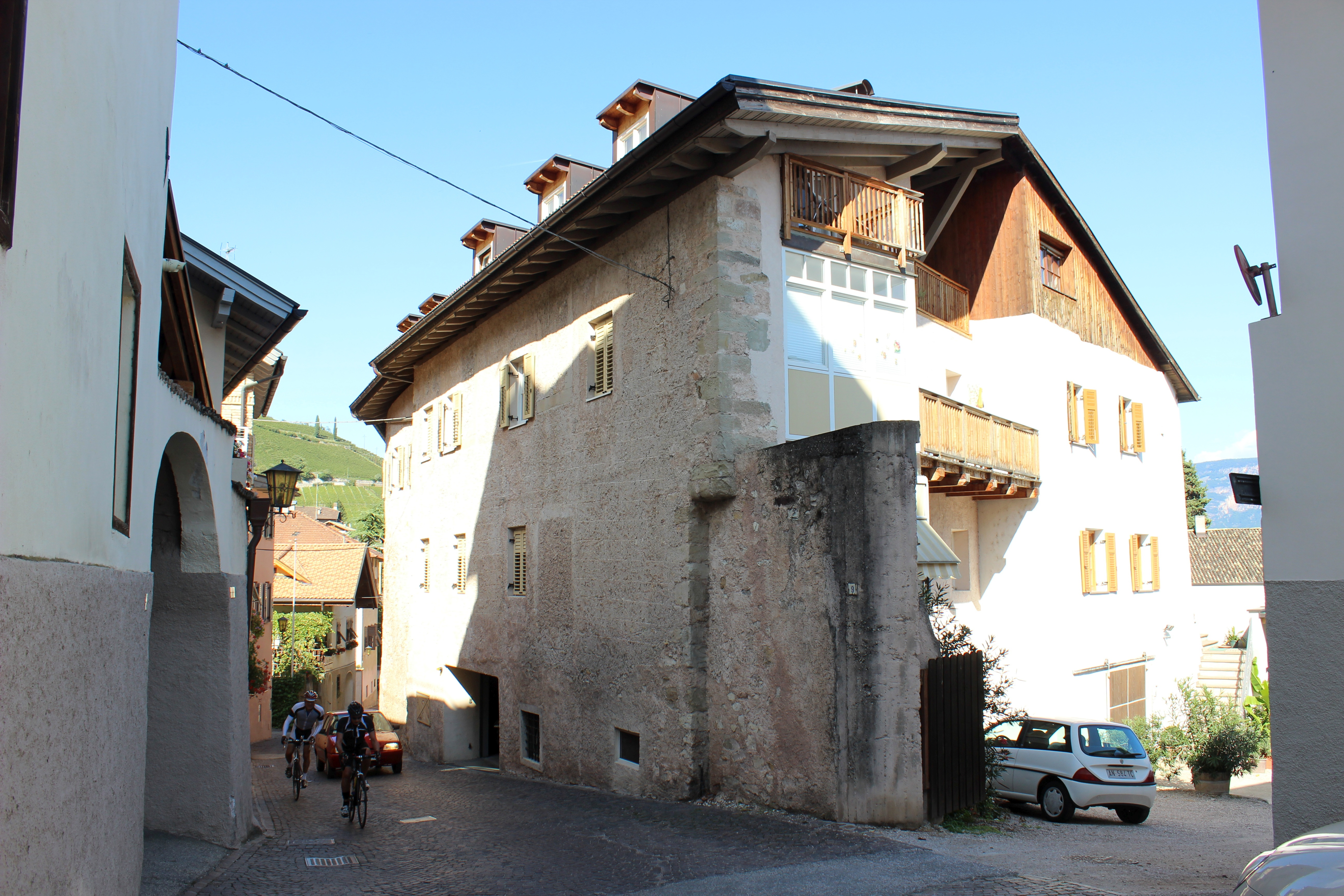
Ansitz Unterspaur
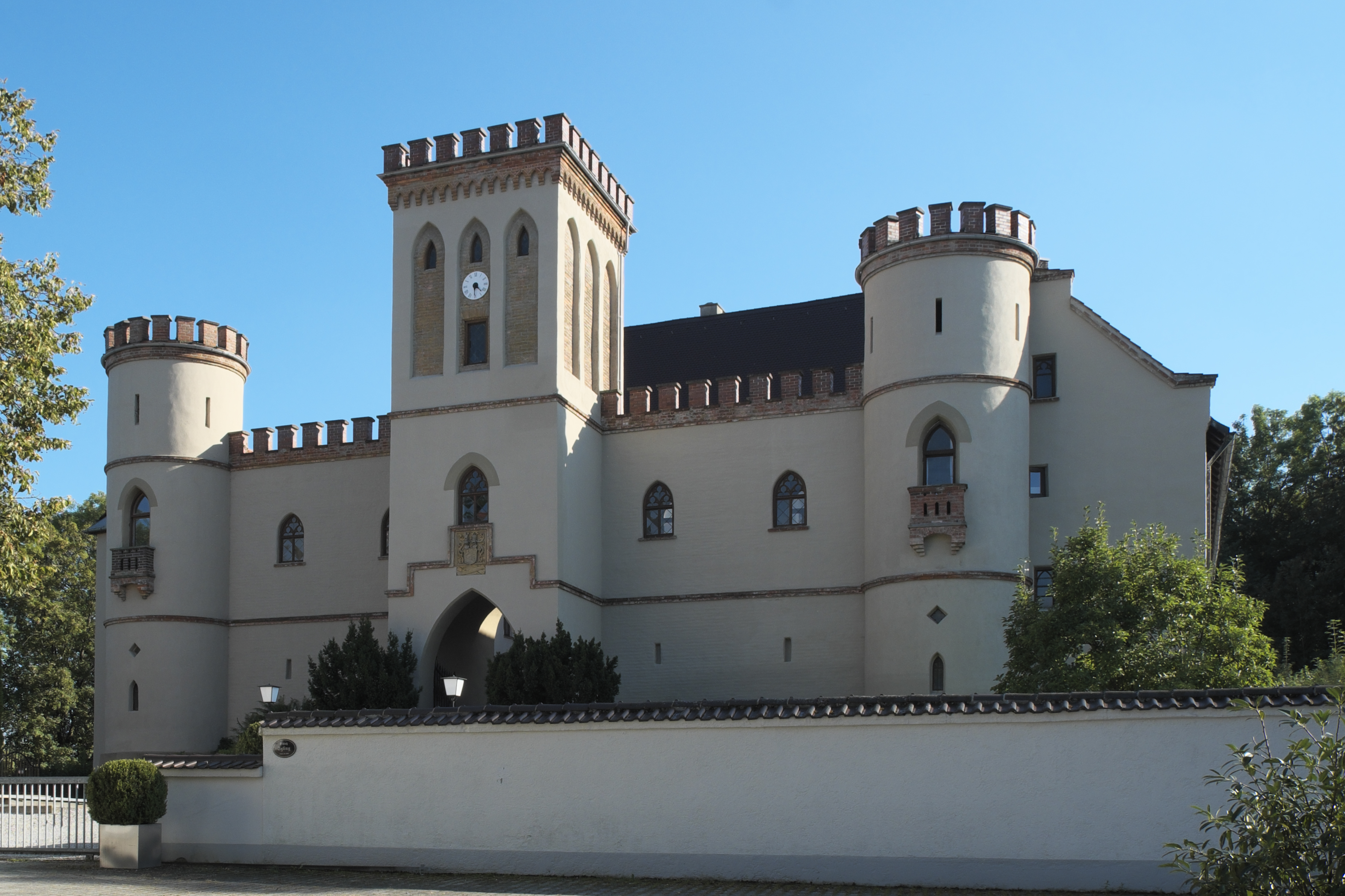
Schloss Igling
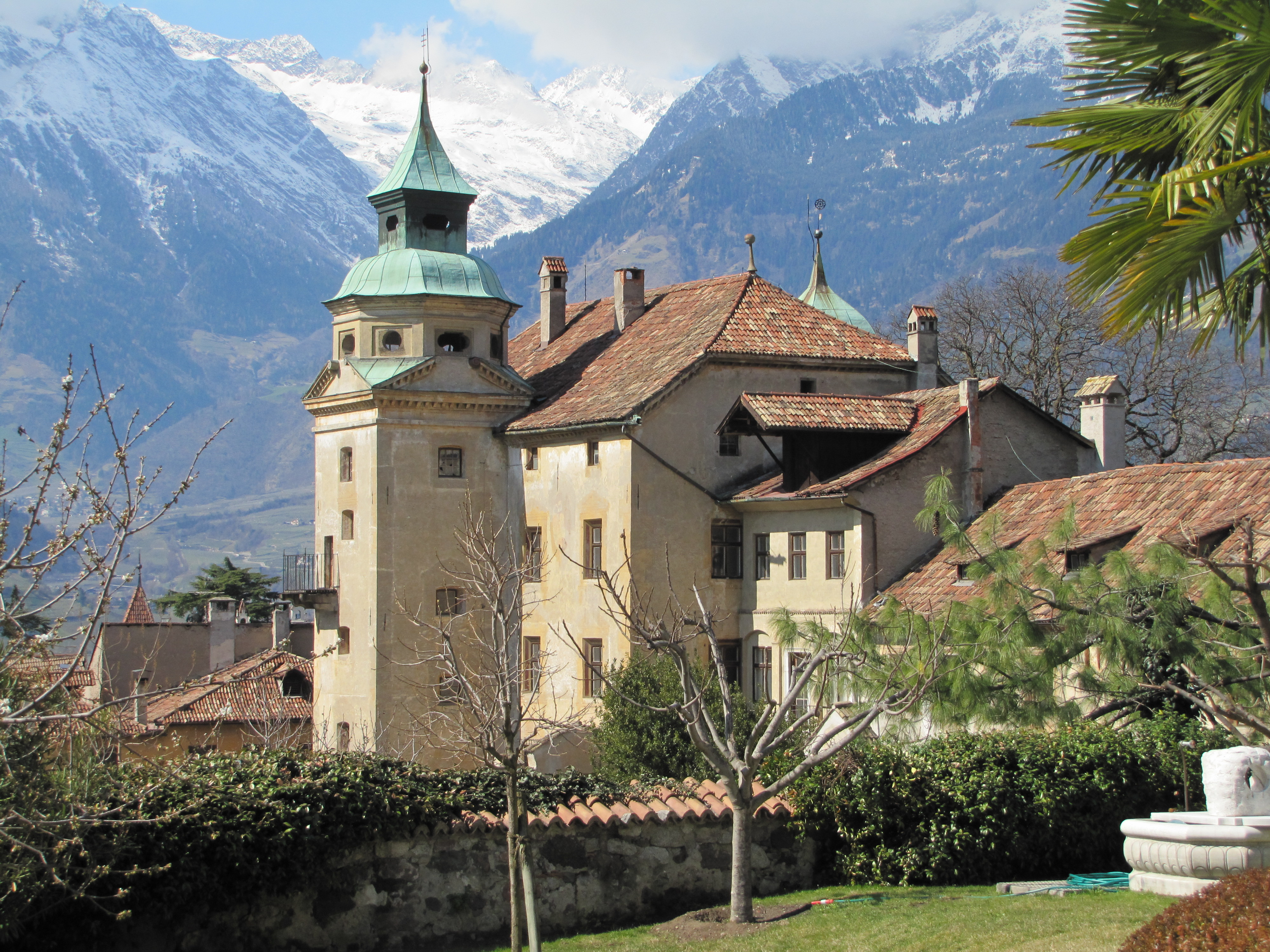
Schloss Winkel
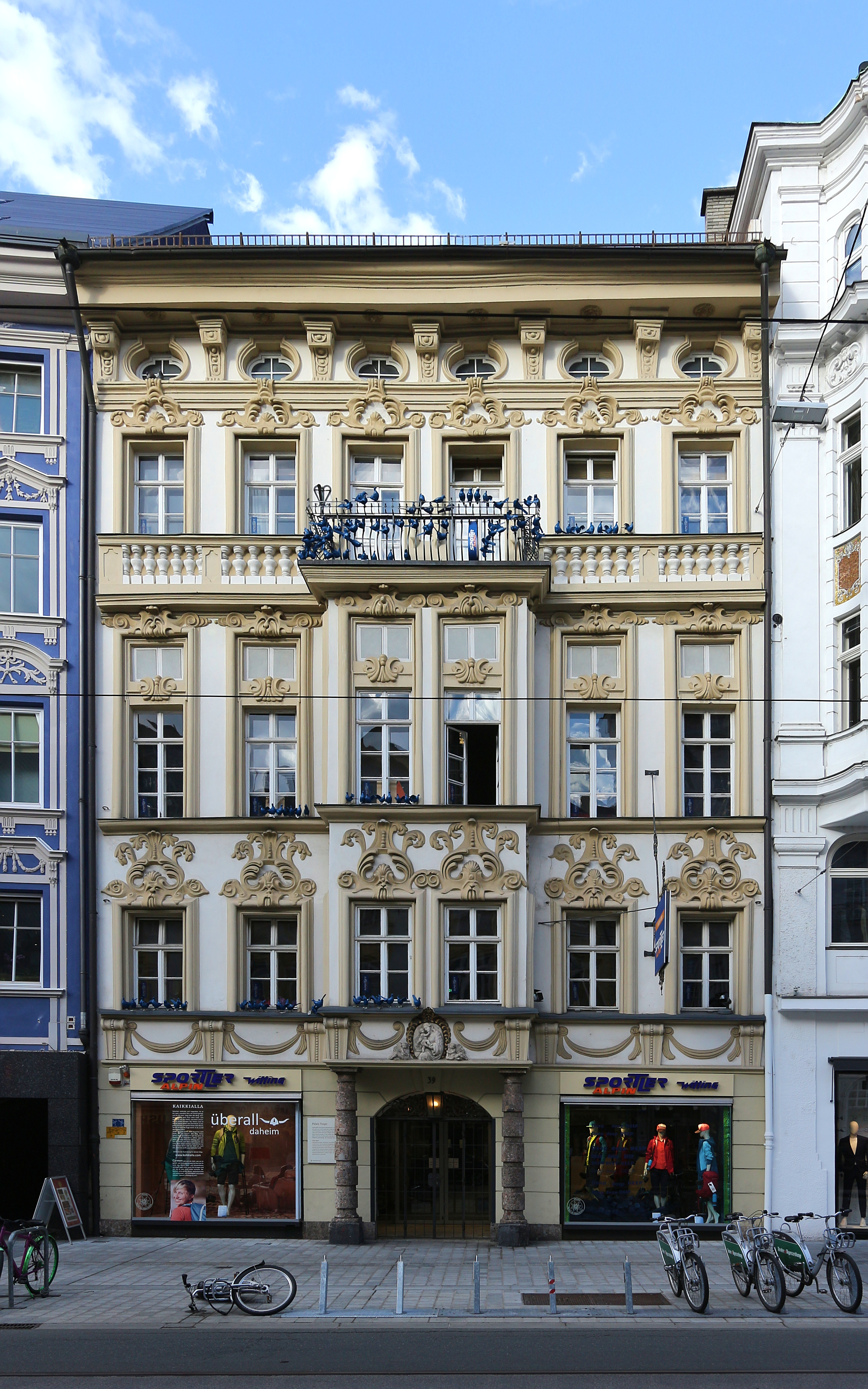
Palais Troyer-Spaur
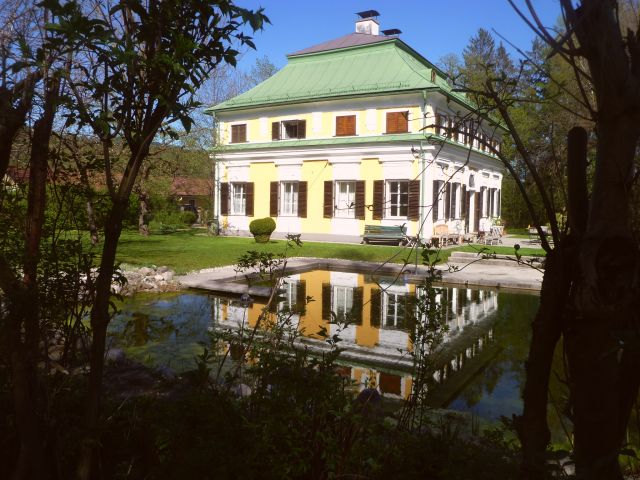
Schloss Spaur

## Wappen
- Stammwappen: „In Silber ein doppelt geschwänzter roter Löwe, welcher einen goldenen Deckelbecher in den Vorderpranken hält“.
- Geviertes Wappen der Spaur von Unter-Valer:[17] „In Feld eins und vier das Stammwappen, der Löwe einwärts, in Feld zwei und drei von Silber und Rot geteilt mit zwei Sternen in verwechselten Farben“.
- Geviertes Wappen der Spaur von Ober-Valer:[18] „In Feld eins und vier das Stammwappen, in Feld zwei und drei einem Blau und Silber geschachten mit rotem Balken überzogenen Feld der ausgestorbenen von Lichtenberg“.

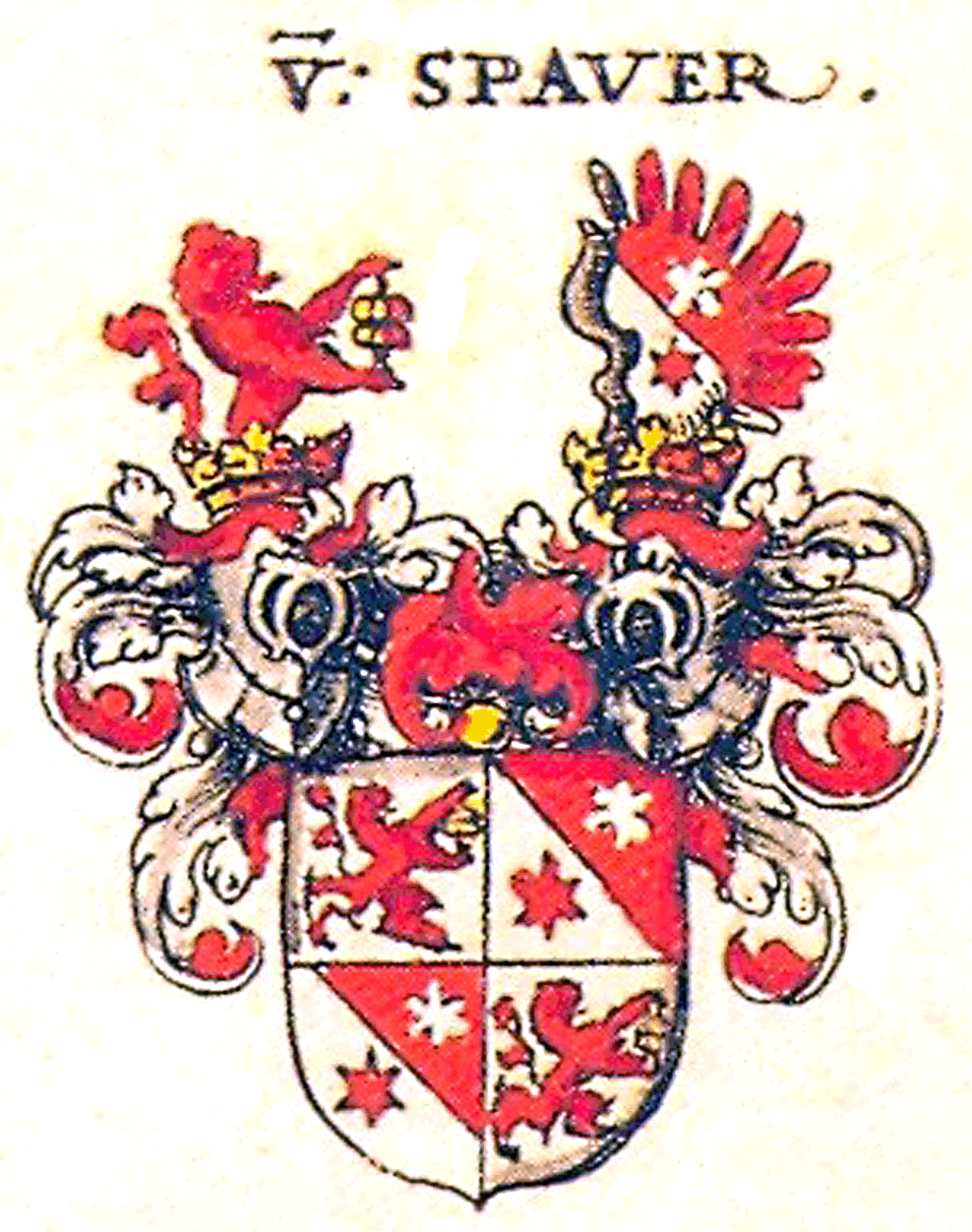
Gemehrtes Wappen in Siebmachers Wappenbuch 1605, Tafel 42 (Tiroler Ritterschaft)
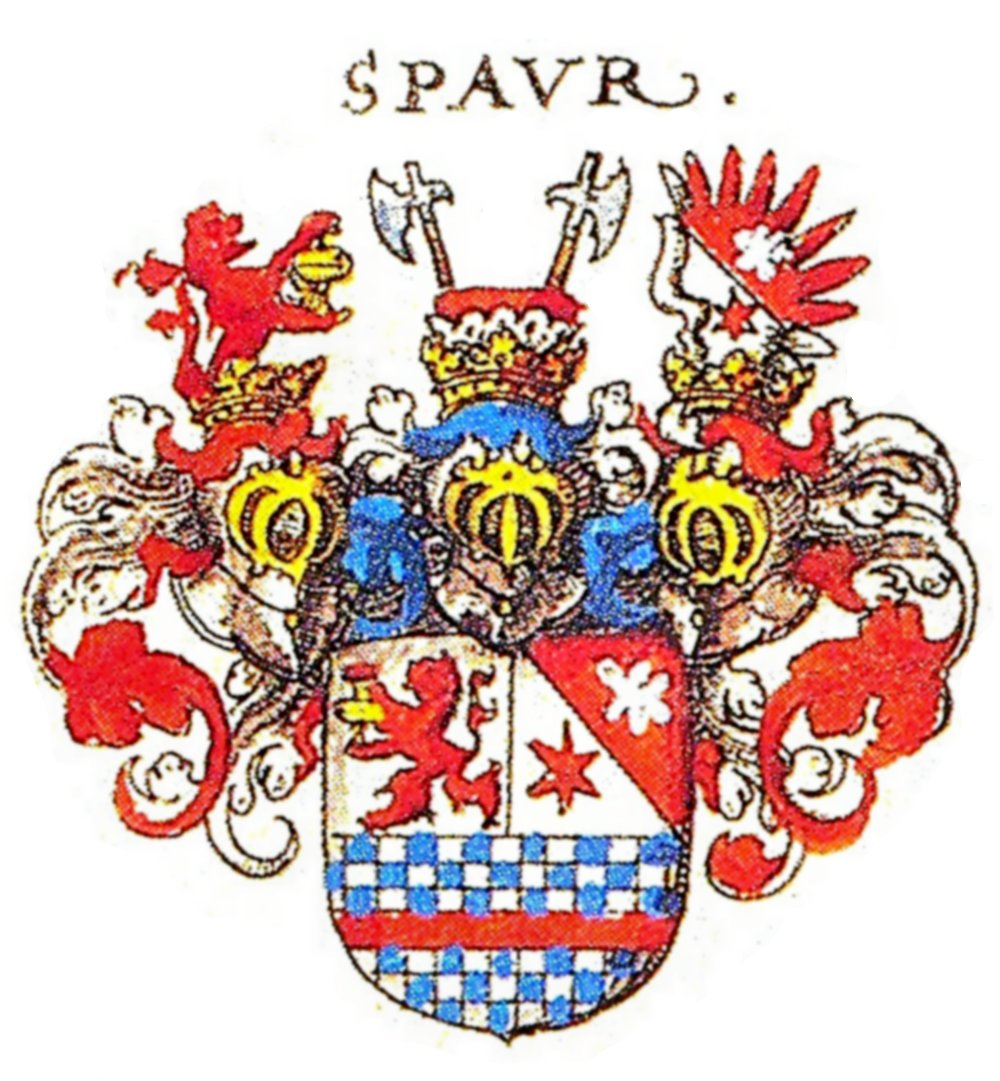
Nochmals gemehrtes Wappen in Siebmachers Wappenbuch 1605, Tafel 24 (Reichsfreiherren)
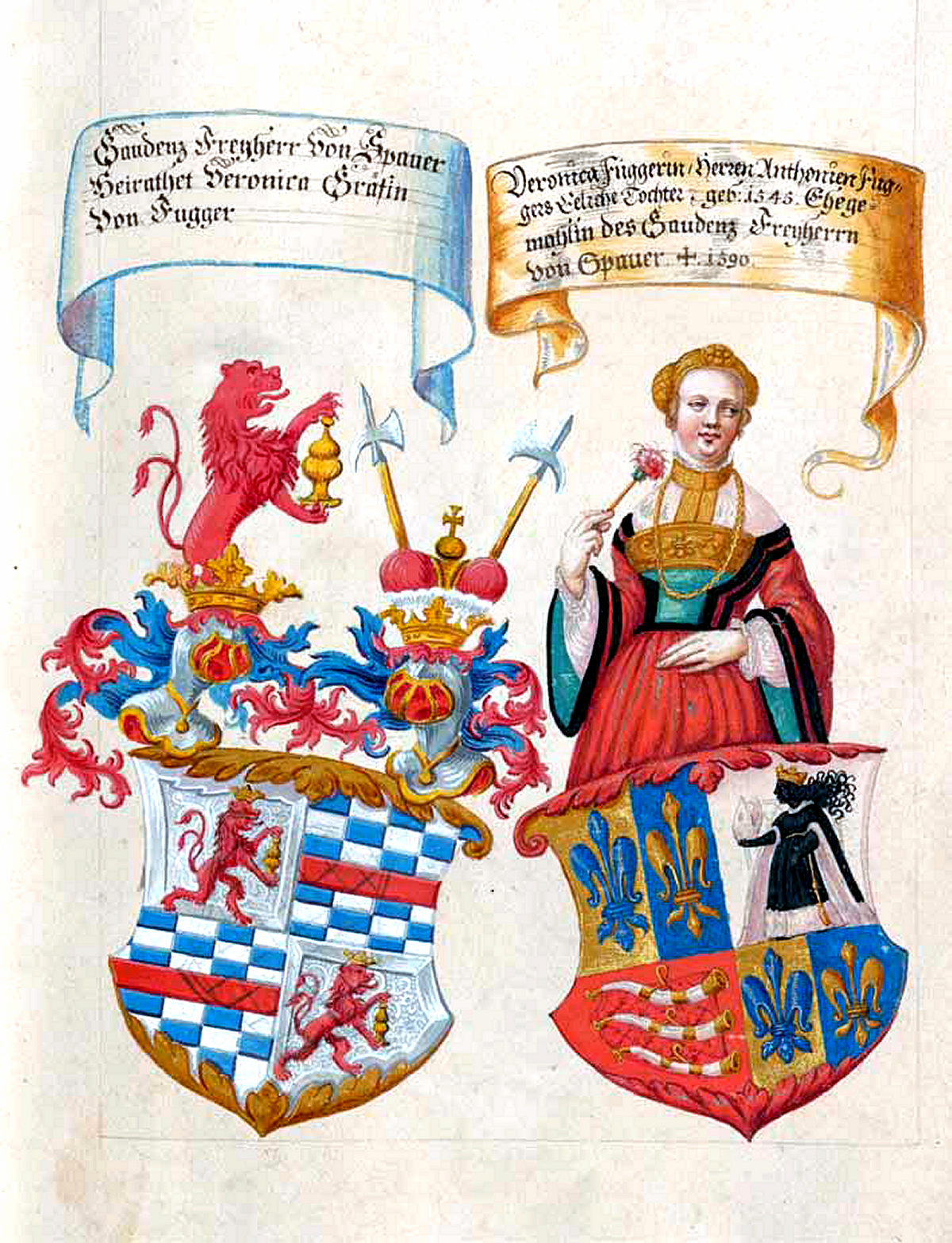
Allianzwappen von Gaudenz von Spaur und Veronika Fugger
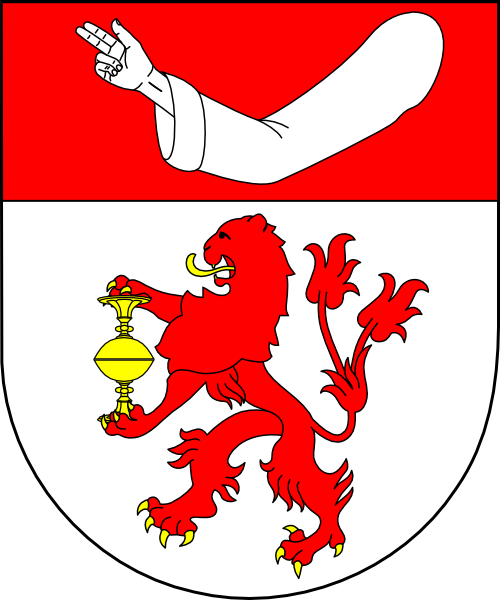
Wappen von Joseph Philipp Franz von Spaur
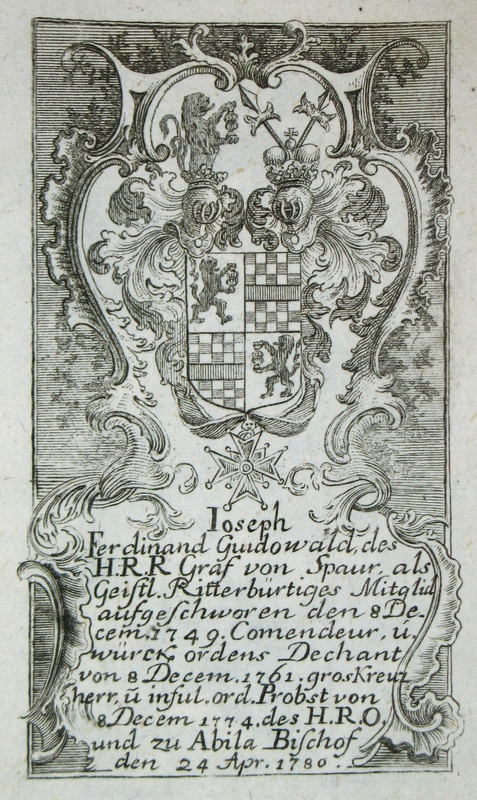
Wappen von Joseph Ferdinand von Spaur
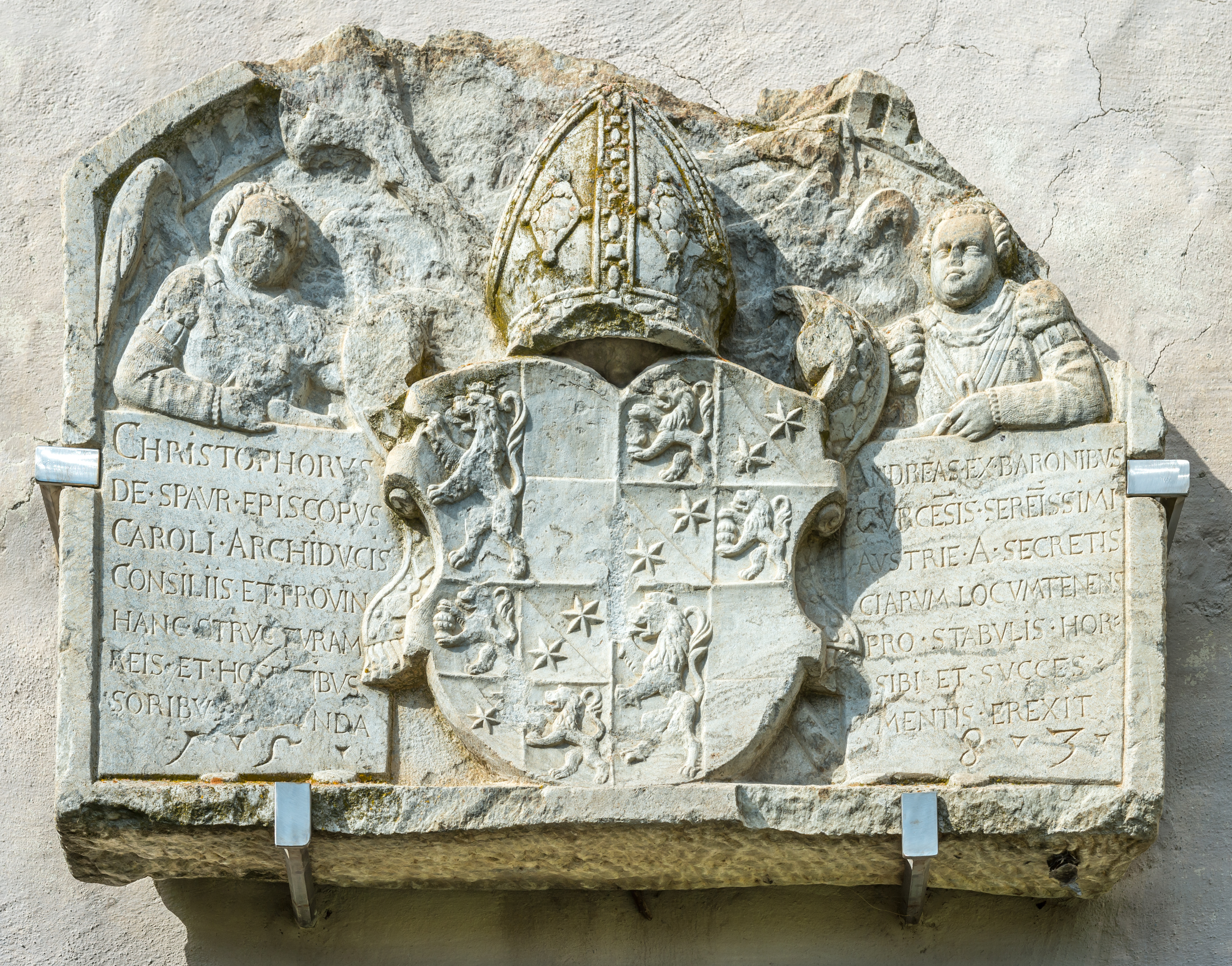
Wappenstein von Christoph Andreas von Spaur an der ehem. Bischofsburg in Straßburg

## Genealogie (Auswahl)

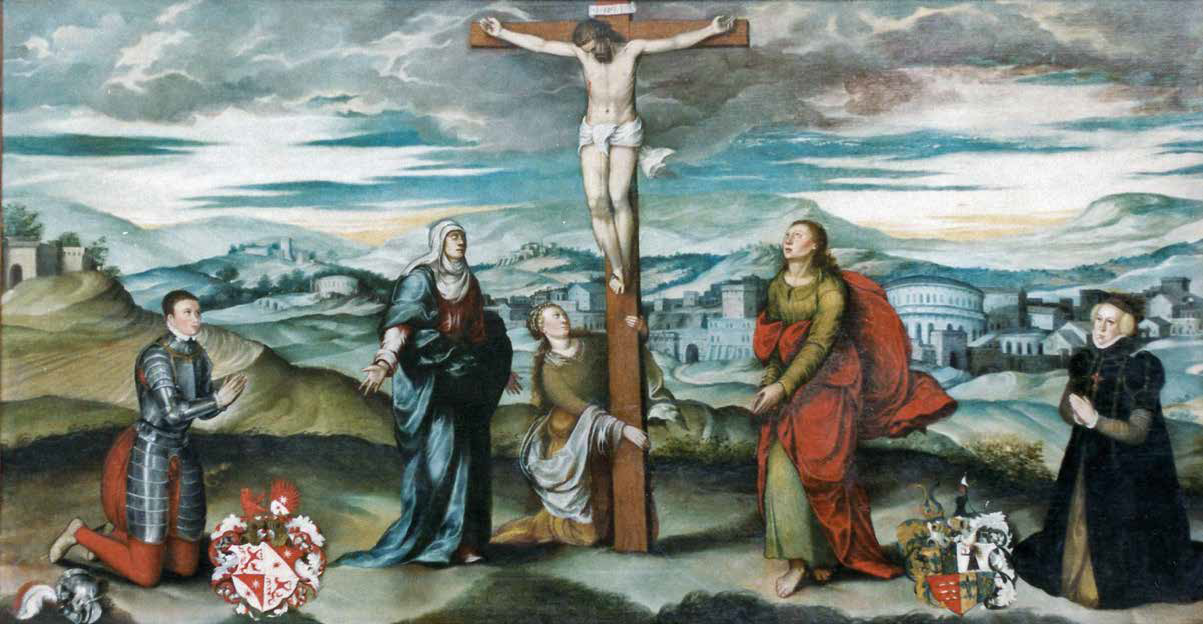
Christus am Kreuz und die Stifter Gaudenz Spaur und Veronika Fugger

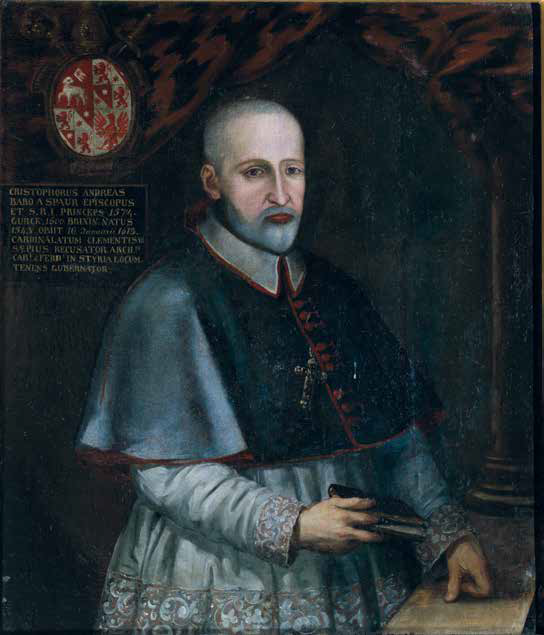
Christoph Andreas von Spaur

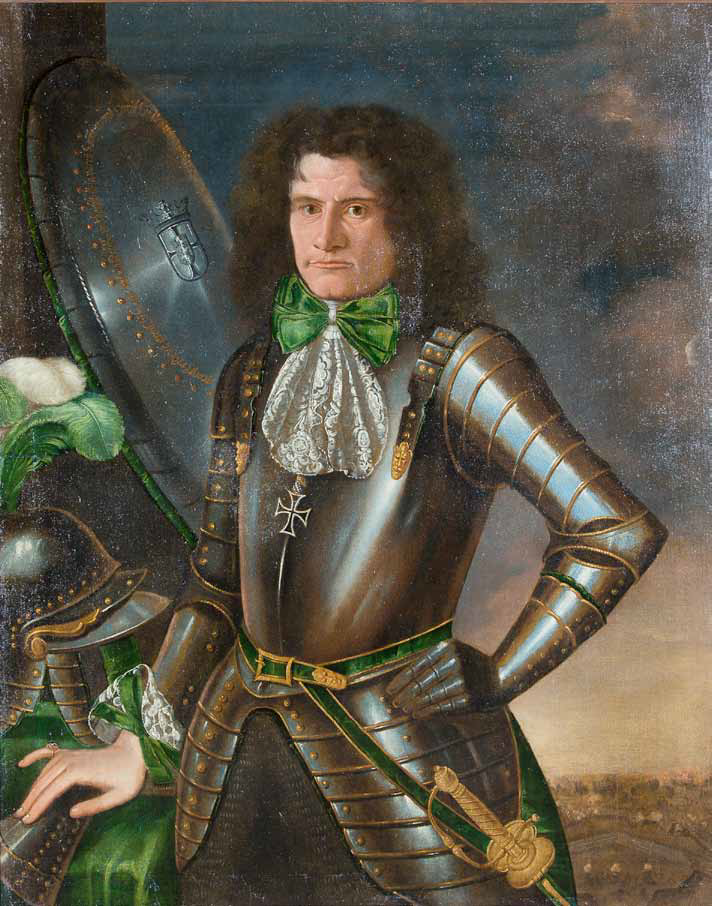
Georg Friedrich von Spaur

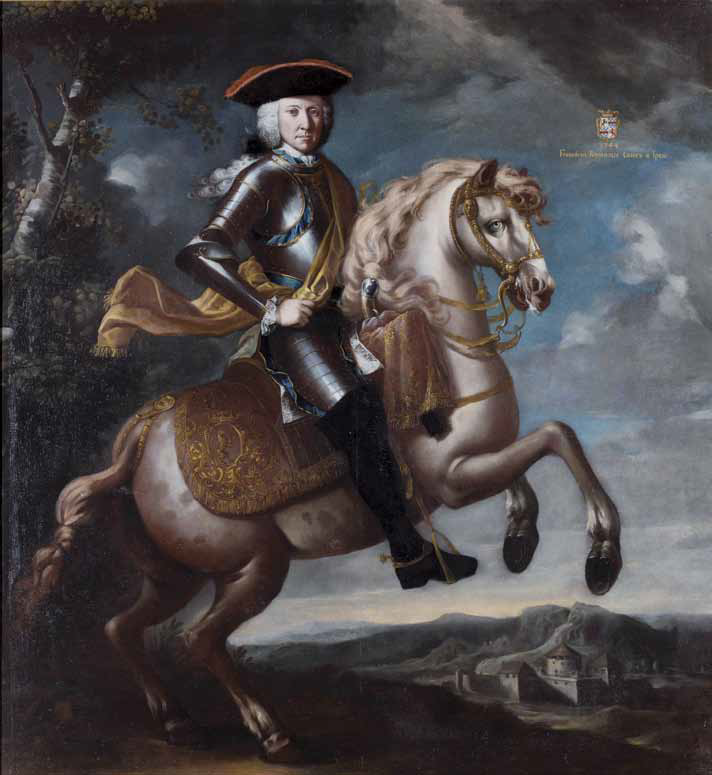
Franz Roman von Spaur

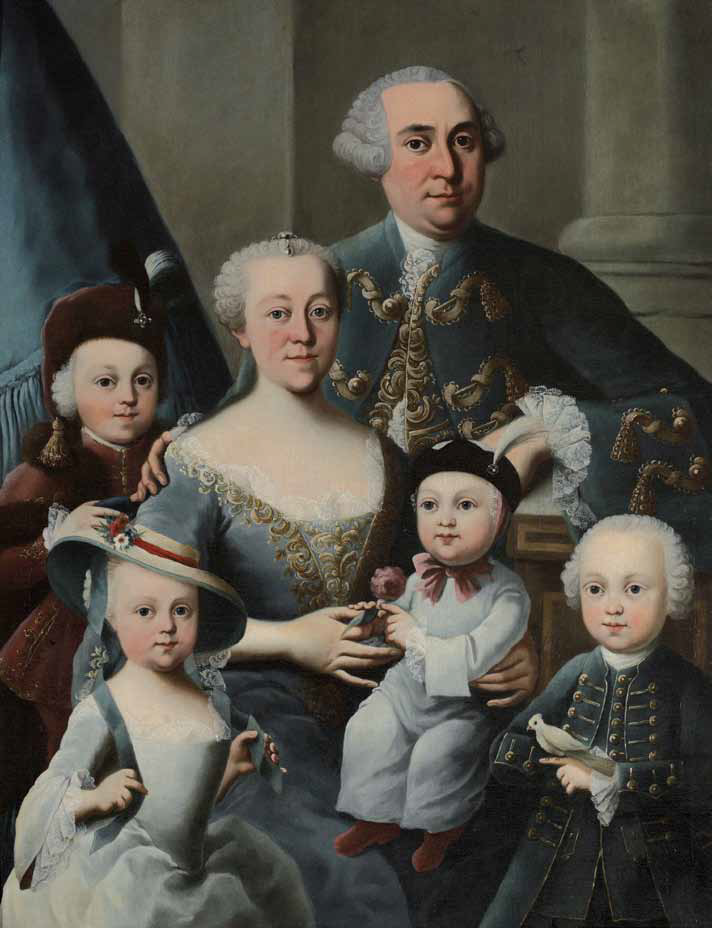
Porträt der Familie des Franz Anton von Spaur

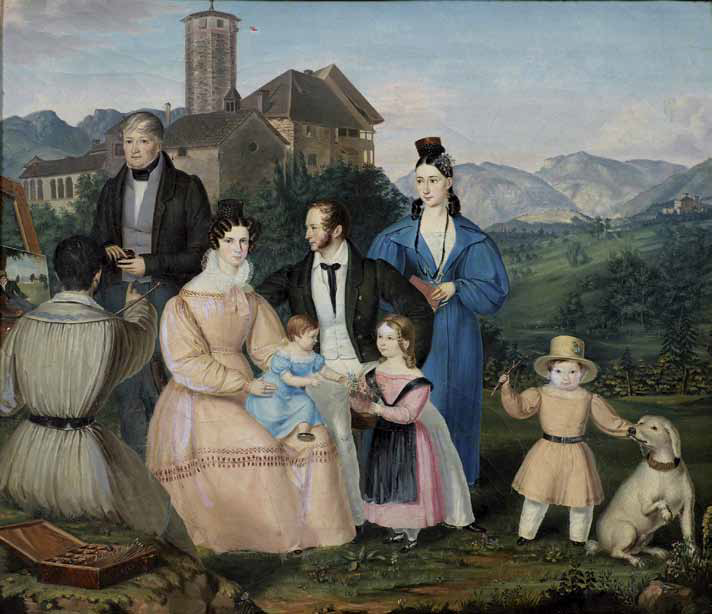
Porträt der Familie des Paride von Spaur vor Schloss Valer

1. Volkmar von Burgstall (um 1270–1343); ⚭ Margaretha von Rottenburg
  1. Matthäus (I.) von Spaur († 1369); 1.⚭ Peterlina von Brandis; 2.⚭ Elisabeth von Flavon, Begründer der Linie Spaur-Flavon, zu Beginn des 15. Jahrhunderts erloschen[3]
  2. Balthasar von Spaur († 1365); 1.⚭ Anna Marchesa di Segna; 2.⚭ Agnes von Castelbarco
    1. Matthäus (II.) von Spaur († 1390); ⚭ Susanna Botsch von Zwingenberg, Begründer der Wiener Linie, erloschen mit Johannes Wilhelm von Spaur († 1600)[3]
      1. Sigmund (I.) von Spaur; ⚭ Barbara Fuchs von Fuchsberg
        1. Matthäus (III.) von Spaur († um 1496); ⚭ Ursula von Neudegg
          1. Christoph (II.) von Spaur († um 1512); ⚭ Barbara von Mainburg

        2. Sigmund (II.) von Spaur († 1472), Pfleger zu Starhemberg
        3. Christoph (I.) von Spaur († 1465)
        4. Jakob von Spaur; ⚭ Christina von Firmian
          1. Sigmund (III.) von Spaur († 1524), Hauptmann in Triest; ⚭ Ottilia von Weinegg
            1. Christoph (III.) von Spaur; ⚭ Barbara von Liechtenstein
              1. Johann Wilhelm von Spaur; ⚭ Elisabeth Fuchs

    2. Peter (I.) von Spaur (1345–1424); ⚭ Dorothea von Laatsch († 1396), Begründer der Tiroler Linie[19]
      1. Georg von Spaur († 1465); ⚭ Elisabeth von Freyberg, Begründer der Linie der Spaur von Unter-Valer, erloschen mit Wilhelm von Spaur († 1865)
        1. Roland von Spaur, Landrichter von Gries-Bozen[20]; ⚭ Margaretha von Campo
          1. Caspar von Spaur; ⚭ Helena Langmantel
            1. Christoph Freiherr von Spaur und Pflaum; ⚭ Praxeda Fröhlich von Fröhlichsberg
              1. Hildebrand Freiherr von Spaur und Pflaum; ⚭ Margaretha Freiin von Wagensberg
                1. Gratia Dei (Gottdank) (II.) Freiherr von Spaur und Pflaum; ⚭ Veronica Gräfin von Spaur und Valör
                  1. Conrad Fortunat Graf von Spaur († 1695), Domherr und Statthalter von Salzburg

          2. Gratia Dei (Gottdank) (I.) von Spaur (1493/95–1549); ⚭ Christina Künigl
            1. Ulrich Freiherr von Spaur und Flavon; ⚭ Caterina Madruzzo
              1. Johann Gaudenz Freiherr von Spaur und Flavon († 1587); ⚭ Veronika Gräfin Fugger von Kirchberg
                1. Anton Graf von Spaur und Flavon; ⚭ Emerentia Freiin von Preysing

              2. Johann Thomas Freiherr von Spaur (1528–1591), Bischof von Brixen
              3. Christoph Andreas Freiherr von Spaur (1543–1613), Bischof von Gurk und von Brixen

        2. Peter (II.) von Spaur († 1495); ⚭ Christina von Liechtenstein-Kastelkorn
          1. Karl (I.) von Spaur; ⚭ Agatha von Knöring
          2. Hildebrand von Spaur; 1.⚭ Clara von Ross; 2.⚭ Martha Petschner
            1. Chrysanth von Spaur; ⚭ Beatrix Payner von Caldiff
              1. Paul von Spaur; ⚭ Apollonia Langmantel
                1. Andreas (I.) Freiherr von Spaur; ⚭ Elisabeth Colonna von Völs
                  1. Johann Anton (I.) Graf von Spaur; ⚭ NN von Schlandersberg
                  2. Johann Andreas (II.) Graf von Spaur (* 1613); ⚭ Katharina von Thun-Castel
                    1. Johann Anton (II.) Graf von Spaur (1656–1712); ⚭ Maria Magdalena Gräfin von Spaur

                  3. Johann Baptist Freiherr von Spaur († 1689); ⚭ Maria Anna Gräfin Khuen von Belasi
                    1. Maria Ursula Freiin von Spaur (1658–1731); ⚭ Guidobald Graf von Welsperg und Primör

      2. Johann (Hans) Freiherr von Spaur († 1465); ⚭ Verena von Lichtenberg, Begründer der Linie der Spaur von Ober-Valer
        1. Daniel von Spaur; ⚭ Veronica Gräfin Lodron
          1. Leonhard von Spaur († 1530); ⚭ Margaretha von Sträun
            1. Pankraz Freiherr von Spaur und Valör († 1538); ⚭ Euphrosina Trapp
              1. Ferdinand Freiherr von Spaur und Valör († 1614); ⚭ Maria Freiin zu Wolkenstein-Trostburg
                1. Georg Friedrich Freiherr von Spaur und Valör; ⚭ Barbara Gräfin von Lodron
                  1. Dominik Vigili Graf von Spaur und Valör († 1647); ⚭ Johanna Margarethe von Mörsperg
                    1. Franz Paris Graf von Spaur (1642–1718); ⚭ Julia Lucretia von Thavon

                  2. Franz Vigil Graf von Spaur und Valör (1609–1670), Bischof von Chiemsee
                  3. Karl (II.) von Spaur; ⚭ Franziska Gräfin von Lodron
                  4. Oswald Freiherr von Spaur und Valör (1615–1703); ⚭ Magdalena Freiin von Thun
                    1. Guidobald Franz Graf von Spaur und Valör († 1709); ⚭ Helena Margaritha Gräfin von Wolkenstein-Trostburg

            2. Ulrich Freiherr zu Spaur und Flavon († 1618); ⚭ Helena Gerstl von Gerstburg
              1. Leo (II.) Freiherr von Spaur, Pflaum und Valör; ⚭ Juliane Barbara Gräfin Federici
                1. Leo (III.) Freiherr von Spaur, Pflaum und Valör, Tiroler Landeshauptmann
                2. Christoph Freiherr von Spaur, Pflaum und Valör, Domherr in Brixen
                3. Katharina Freiin von Spaur, Pflaum und Valör (1580–1650), Äbtissin von Buchau
                4. Maria Clara Freiin von Spaur, Pflaum und Valör (um 1590–1644), Äbtissin von Essen

        2. Leo (I.) von Spaur († 1479/80), Bischof von Brixen und von Wien

## Bedeutende Namensträger
- Christoph Andreas von Spaur (1543–1613), Bischof von Gurk und von Brixen
- Franz Vigil von Spaur und Valör (1609–1670), Bischof von Chiemsee
- Ignaz von Spaur (1729–1779), Bischof von Brixen
- Johann Michael von Spaur und Valör (1638–1725), Bischof von Trient
- Johann Michael Wenzel von Spaur (1687–1743), Weihbischof in Trient
- Johann Thomas von Spaur (1528–1591), Bischof von Brixen
- Joseph von Spaur (1718–1791), Bischof von Brixen
- Joseph Ferdinand Guidobald von Spaur (1705–1793), Hofbischof in München
- Karl von Spaur (1794–1854), deutscher Diplomat in bayerischen Diensten
- Katharina von Spaur (1580–1650), Äbtissin von Buchau
- Leo von Spaur (um 1440–1479/80), Bischof von Wien
- Leopold von Spaur (1696–1778), Bischof von Brixen
- Maria Clara von Spaur, Pflaum und Valör (um 1590–1644), Äbtissin von Essen

## Sonstiges
Die von Wolfgang Amadeus Mozart komponierte Spaur-Messe trägt ihren Namen nach dem Salzburger Domherren und späteren Bischof von Brixen Reichsgraf Ignaz von Spaur.